# Patriarchus palmidens
Patriarchus palmidens è un mammifero notoungulato estinto, appartenente ai tipoteri. Visse nel Miocene inferiore (circa 20 milioni di anni fa) e i suoi resti fossili sono stati ritrovati in Sudamerica.

## Descrizione
Questo animale era di piccole dimensioni ed era lungo una quarantina di centimetri esclusa la coda. La forma del corpo doveva assomigliare vagamente a quella di un coniglio o forse a quella di una marmotta, e la testa terminava in un muso appuntito. Patriarchus era molto simile al genere Protypotherium, con il quale è stato spesso confuso, e si differenziava da quest'ultimo genere principalmente per alcune caratteristiche della dentatura. Il primo incisivo inferiore e il canino inferiore, ad esempio, erano espansi nella parte terminale, convessi labialmente e piuttosto simili per forma e taglia; erano inoltre dotati di un corto solco linguale che non si estendeva alla base dei denti ed era a forma di V in vista occlusale. Il primo premolare inferiore era bilobato, con il trigonide più grande del talonide. La serie dentaria inferiore tra primo incisivo e primo premolare era continua e i denti non si sovrapponevano. 

## Classificazione
Patriarchus palmidens venne descritto per la prima volta da Florentino Ameghino nel 1889, sulla base di resti fossili ritrovati in terreni del Miocene inferiore (formazione Santa Cruz) in Patagonia (Argentina), nella zona di Rio Bote. Successivamente Ameghino descrisse altre specie appartenenti a questo genere (P. diastematus, P. furculosus, P. icochiloides, P. leptocephalus, P. rectus), ma dal 1900 in poi Patriarchus è stato considerato un sinonimo del genere Protypotherium. Nel 2019 un'analisi cladistica ha messo in luce sufficienti differenze tra la specie tipo (P. palmidens) e Protypotherium da permettere la re-istituzione del genere Patriarchus. Secondo quest'analisi, il genere Patriarchus comprenderebbe solo la specie tipo e sarebbe un rappresentante derivato della famiglia Interatheriidae, strettamente imparentato con Miocochilius; questo clade, a sua volta, sarebbe il sister group di un altro clade rappresentato da Cochilius e Interatherium. 